# Николас Борн (награда за поезия)
Литературната награда „Николас Борн“ за поезия (на немски: Nicolas-Born-Preis für Lyrik) се присъжда ежегодно от 1988 до 1995 г. от издателя и историк на изкуството Хуберт Бурда в чест на писателя Николас Борн.
Отличието е на стойност 15 000 германски марки.

## Носители на наградата (подбор)
- Уве Колбе (1988)
- Петер Уотърхаус (1990)
- Дурс Грюнбайн (1993)
- Барбара Хонигман (1994)
- Арнолд Щадлер (1995)

Виж също литературната награда „Николас Борн“.